# Liziane Bayer da Costa
Liziane Bayer da Costa (née le 24 janvier 1981 à São Pedro do Sul) est une pasteure et femme politique brésilienne, affiliée au Parti républicain depuis 2022.
Elle siège pour son premier mandat au parlement fédéral en tant que députée du Rio Grande do Sul. Elle est également la sœur de la députée du parlement d'État du Rio Grande do Sul, Franciane Bayer (affiliée au PSB) et a suivi des études en administration publique. Elle soutenait, jusqu'en avril 2021, six fois sur dix le gouvernement de Jair Bolsonaro, lors des votes de la chambre basse. Bien qu'elle soit une admiratrice du ministre des Droits de l'homme, de la Famille et des Femmes Damares Alves, elle a déclaré qu'elle ne se considère « ni de gauche ni de droite, ni pour ni contre Jair Bolsonaro ».
En janvier 2023, elle devient la première suppléante du sénateur républicain Hamilton Mourão, militaire de carrière, soutien et ancien vice-président de Jair Bolsonaro.

## Biographie

### Activité pastorale
Liziane Bayer da Costa a travaillé comme pasteur à l'Église internationale de la Grâce de Dieu avec le missionnaire RR Soares à Rio de Janeiro, s'impliquant dans le mouvement "Mulheres que Vencem" (Les femmes qui gagnent). Elle a œuvré pendant trois ans dans l'État du Paraná et à partir de 2009, elle a poursuivi sa mission dans le Rio Grande do Sul.

### Députée de l'état de Rio Grande do Sul
Elle a participé aux élections nationales de 2014 et a été élue députée d'État. Elle a voté en faveur de l'augmentation de la Taxe sur la circulation des biens et services (pt), des privatisations, de l'approbation de la loi sur la responsabilité fiscale (pt) de l'État, de l'extinction des fondations et de l'adhésion au régime de redressement fiscal (RRF).
Parmi les lois de l'État approuvées par ses soins figurent celles instituant la Semaine de l'allaitement maternel, Octobre rose (pour la prévention du cancer du sein ), Novembre bleu (en faveur de prévention du cancer de la prostate ), le Jour de marche pour Jésus et la Semaine de l'État pour la prévention des maladies rénales.

### Députée fédérale
Lors des élections de 2018, elle a été élue députée fédérale pour l'état du Rio Grande do Sul, comme candidate du Parti Socialiste Brésilien.
Durant son mandat à l'hémicycle, elle a voté contre le Projet de loi 867 (qui modifiait le Code forestier et amnistiait les responsables de déforestation,en faveur de la pénalisation des responsables de rupture de barrages ; en faveur de la réforme de la sécurité sociale ; en faveur du changement du fonds électoral ;  contre les frais de bagages par les compagnies aériennes, contre l'inclusion des politiques LGBT dans le portefeuille des droits de l'homme ; en faveur de la PL 3723 qui réglemente la pratique des tireurs et des chasseurs ; en faveur du "paquet anti-crime" de Sergio Moro ; en faveur d'une aide financière aux États pendant la pandémie de COVID-19 ; en faveur d'un assouplissement des règles du travail pendant la pandémie ; en faveur de l'amnistie de la dette de l'église ; en faveur de la convocation d'une Convention inter-américaine contre le racisme ; et en faveur de la qualification de l'enseignement en "service essentiel" (permettant de reprendre les cours en présentiel pendant la pandémie).

### Suppléante du sénateur fédéral Hamilton Mourão
Le 5 octobre 2022, elle est élue première suppléante du sénateur le général Hamilton Mourao. Ce dernier, non reconduit comme colistier par le Président sortant Jair Bolsonaro dont il était vice-président,,, a préféré se faire élire dans l'état dont il est originaire. Liziane Bayer prend ses fonctions le 1er janvier 2023.